# Saint-Martin-d'Arc
Saint-Martin-d'Arc là một xã thuộc tỉnh Savoie trong vùng Auvergne-Rhône-Alpes ở đông nam nước Pháp.